# Dookie
Dookie — третій студійний альбом американського панк-рок гурту Green Day. Виданий 1 лютого 1994 року лейблом Reprise. Альбом був першою співпрацею гурту з продюсером Робом Кавалло, та першим альбомом, який був виданий на Мейджор-лейблі. Альбом мав комерційний успіх, посів друге місце у Billboard 200 та потрапив до чартів ще семи країн. Завдяки йому Green Day отримали визнання та популярність. У той же час багато старих прихильників гурту закидали гурту, що він «продався».
До альбому увійшло 5 синглів: Longview, перезаписані Welcome to Paradise, Basket Case, When I Come Around та радіо сингл She. Станом на 2010 рік Dookie є найуспішнішим альбомом гурту з сукупними продажами у 16 мільйонів копій. Група отримала нагороду Греммі за Найкращий альтернативний альбом.
Загальна тривалість композицій становить 39:46. Альбом відносять до напрямку рок, панк-рок. Альбом входить до Списку 500 найкращих альбомів усіх часів за версією журналу Rolling Stone, посідаючи 193 місце.

## Список пісень
Автор слів Біллі Джо Армстронг, крім де зазначено інше, автор музики Green Day. 
| #     | Назва                                    | Тривалість |
| ----- | ---------------------------------------- | ---------- |
| 1.    | «Burnout»                                | 2:07       |
| 2.    | «Having a Blast»                         | 2:44       |
| 3.    | «Chump»                                  | 2:54       |
| 4.    | «Longview»                               | 3:59       |
| 5.    | «Welcome to Paradise»                    | 3:44       |
| 6.    | «Pulling Teeth»                          | 2:31       |
| 7.    | «Basket Case»                            | 3:01       |
| 8.    | «She»                                    | 2:14       |
| 9.    | «Sassafras Roots»                        | 2:37       |
| 10.   | «When I Come Around»                     | 2:58       |
| 11.   | «Coming Clean»                           | 1:34       |
| 12.   | «Emenius Sleepus» (слова Майк Дернт)     | 1:43       |
| 13.   | «In the End»                             | 1:46       |
| 14.   | «F.O.D." "All by Myself» (слова Тре Кул) | 5:46       |
| 39:38 |                                          |            |

## Сертифікації
| Регіон | Сертифікація  | Продажі     |
| --- | ------------- | ----------- |
| Аргентина (CAPIF) | Платиновий    | 60 000^     |
| Австралія (ARIA) | 5× Платиновий | 350 000^    |
| Австрія (IFPI Austria) | Платиновий    | 50 000*     |
| Бельгія (BEA) | Золотий       | 25 000*     |
| Бразилія (ABPD) | Золотий       | 100 000*    |
| Канада (Music Canada) | Діамантовий   | 1 000 000^  |
| Данія (IFPI Denmark) | 4× Платиновий | 80 000      |
| Фінляндія (IFPI Finland) | Золотий       | 35,205      |
| Франція (SNEP) | Золотий       | 100 000*    |
| Німеччина (BVMI) | 3× Золотий    | 750 000^    |
| Ірландія (IRMA) | 4× Платиновий | 60 000^     |
| Італія sales in 1995 | —             | 250,000     |
| Італія (FIMI) sales since 2009 | Платиновий    | 50 000      |
| Японія (RIAJ) | Платиновий    | 200 000^    |
| Мексика | —             | 50,000      |
| Нідерланди (NVPI) | Золотий       | 50 000^     |
| Нова Зеландія (RIANZ) | Платиновий    | 15 000^     |
| Польща (ZPAV) | Золотий       | 50 000*     |
| Іспанія (PROMUSICAE) | Платиновий    | 100 000^    |
| Швеція (IFPI Sweden) | Золотий       | 50 000^     |
| Швейцарія (IFPI Switzerland) | Золотий       | 25 000^     |
| Велика Британія (BPI) | 3× Платиновий | 900 000^    |
| США (RIAA) | Діамантовий   | 10 000 000^ |
| Підсумки |               |             |
| Європа (IFPI) | Платиновий    | 1 000 000*  |
| *продажі, що базуються лише на сертифікаціях · ^відвантаження, що базуються лише на сертифікаціях · продажі+прослуховування, що базуються лише на сертифікаціях |               |             |